# 丹麥皇家劇場
丹麥皇家劇場（丹麥語：Skuespilhuset）是丹麥皇家劇院的演出場地之一，位於丹麥首都哥本哈根市中心的腓特烈斯塔登区。丹麥皇家劇場的設計者是Lundgaard & Tranberg，在2008年獲得了歐洲RIBA獎。